# Calamus depauperatus
Calamus depauperatus är en enhjärtbladig växtart som beskrevs av Henry Nicholas Ridley. Calamus depauperatus ingår i släktet Calamus och familjen Arecaceae. Inga underarter finns listade i Catalogue of Life.